# Seamus O’Donovan

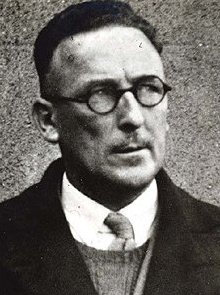
Seamus O’Donovan

James Laurence „Seamus“ O’Donovan (irisch Séamus Ó Donnabháin; * 3. Februar 1896 in Castleview, County Roscommon, Irland; † 4. Juni 1979 in Dublin, Irland) war ein irischer Revolutionär und Republikaner.

## Leben
Seamus O’Donovan war das fünfte von sieben Kindern des Steuerbeamten Daniel J. O’Donovan und dessen Frau Margaret O’Donovan, geb. Brennan. Er besuchte das jesuitische St. Aloysius College in Glasgow und das University College Dublin, wo er 1919 ein Master-Studium in Chemie abschloss. Sein Chemie-Professor rekrutierte ihn für die Irish Volunteers. Im Dezember 1920 wurde O’Donovan im Führungsstab der IRA  zum Direktor für Chemikalien ernannt.
Neben seiner Arbeit als Forschungsassistent in einem Nobel-Unternehmen und als Lehrer für Naturwissenschaften am Clongowes Wood College im County Kildare, war er während des Irischen Unabhängigkeitskrieges bei der IRA für die Tests und die Herstellung von Sprengstoffen zuständig. Bei Strengstoff-Experimenten verlor er durch einen Unfall im Mai 1922 zwei Finger seiner rechten Hand und den Teil eines dritten Fingers.
Nach Abschluss des Anglo-Irischen Vertrags stellte er sich auf die Seite der Vertragsgegner und wurde Mitglied im Vorstand der Anti-Vertrags-IRA. Im Irischen Bürgerkrieg war er dort Direktor für Munition und Chemikalien. Er hielt die Ermordung von Parlamentsmitgliedern, die sich für den Vertrag ausgesprochen hatten, zwar für gerechtfertigt, lehnte sie aber als nutz- und wirkungslos ab. Stattdessen befürwortete er Brandanschläge auf Brauereien und Destillerien, um die Wirtschaft des Freistaats zu lähmen, sowie die Entführung höherer Beamter. Am 29. Juni 1922 wurde er verhaftet. Nachdem er am 14. Oktober 1922 aus dem Gefängnis von Newbridge entkommen war, wurde er am 15. März 1923 erneut festgenommen und bis zum 17. Juli 1924 inhaftiert.
Nach seiner Entlassung gründete er eine Farbenfabrik, blieb damit aber erfolglos. Schließlich erhielt er 1930 eine Anstellung als Betriebstechnischer Assistent beim Electricity Supply Board (ESB), dem staatlichen Elektrizitätsversorgungsunternehmen. Hier war er für die Herstellung von Farben für Strommasten verantwortlich, bis er 1961 in Rente ging.
Seamus O’Donovan blieb darüber hinaus heimlich politisch aktiv. 1936 gründete er unter Pseudonymen als Herausgeber die Zeitschrift Ireland Today. Das radikale Magazin positionierte sich im Spanischen Bürgerkrieg gegen die rechtsgerichteten Putschisten unter Franco, weshalb ihm kommunistische und antikatholizistische Bestrebungen vorgeworfen wurden. Die Veröffentlichung der Zeitschrift wurde 1938 eingestellt.
Die IRA hatte bereits 1937, unter ihrem kurzzeitigen Stabschef Tom Barry, erste Kontakte mit deutschen Agenten aufgenommen, um von Deutschland Unterstützung für Angriffe auf britische Militäreinrichtungen in Nordirland zu bekommen. Auf einem IRA-Kongress im April 1938 wurden diese Pläne jedoch unter dem neuen Stabschef Seán Russell abgewiesen, weil dieser Angriffe auf britischem Boden favorisierte. Russell und O’Donovan waren die beiden letzten Mitglieder im Führungsstab, die schon 1922 gegen den Anglo-Irischen Vertrag angetreten waren. O’Donovan begann damit, den S-Plan auszuarbeiten, einen Sabotage-Plan, der Bombenanschläge der IRA auf öffentliche Einrichtungen, wie Bahnbetriebshöfe, Telefonzellen und Postbriefkästen in Großbritannien vorsah. O’Donovan kümmerte sich auch um die Ausbildung der IRA-Freiwilligen. Es zeigte sich jedoch, dass der Plan die Möglichkeiten der Organisation überstieg, zumal die Erfolge gering blieben. Die Bombenattentate hatten insgesamt sieben Tote und Dutzende von Schwerverletzten gefordert, waren aber hinsichtlich des Sabotageziels wirkungslos geblieben.
Nach einer Serie von Bombenanschlägen in mehreren englischen Städten am 16. Februar 1939, wurde die Abwehr, der deutsche Militärnachrichtendienst, auf die IRA aufmerksam. Anfang Februar schickte sie ihren Agenten Oscar Pfaus nach Dublin, um Kontakt mit der IRA-Führung aufzunehmen. Pfaus traf Russell und O’Donovan in Clontarf und erklärte, dass seine Vorgesetzten Interesse an Gesprächen über eine Zusammenarbeit hätten. In Hamburg traf O’Donovan den dortigen Leiter der Abwehr, Friedrich Carl Marwede. In den Gesprächen tauschte man sich aber lediglich über gemeinsame Ziele und Möglichkeiten der weiteren Kontaktaufnahme aus. Inzwischen hatte Seán Russell in den USA mit dem Clan na Gael Kontakt aufgenommen, um Gelder einzusammeln. Der Clan-Führer Joseph McGarrity befürwortete ebenfalls eine Zusammenarbeit mit den Deutschen.
Auf drei weiteren Reisen nach Brüssel, Hamburg und Berlin versuchte O’Donovan über eine konkrete Zusammenarbeit zu verhandeln, insbesondere über finanzielle Unterstützung und Waffenlieferungen. Viel mehr als eine Kurierverbindung zwischen Irland und Deutschland kam dabei jedoch nicht heraus. Nach der 1940 gescheiterten Invasion Englands und dem 1941 begonnenen Angriff auf die Sowjetunion verloren die Deutschen ihr Interesse an Irland.
Während des Zweiten Weltkriegs beherbergte O’Donovan den deutschen Spion Hermann Görtz, der am 5. Mai 1940 mit einem Fallschirm über Irland abgesprungen war, in seinem Haus in Shankill, einem Vorort von Dublin. O’Donovan begann pro-deutsche Propaganda-Nachrichten zu verfassen, die zudem antisemitisch gefärbt waren. Der Geheimdienst der Irischen Armee beobachtete ihn und glaubte, er wolle die IRA mit Nazi-Ideologie unterwandern. In der IRA selbst lehnten linksgerichtete Mitglieder diese Verbindungen mit den Deutschen ab und warfen O’Donovan eine faschistische Gesinnung vor. So wurde er kurzzeitig Mitglied der Coras na Poblachta, einer kurzlebigen politischen Randpartei, die 1941 von IRA-Mitgliedern gegründet wurde, die sich der vermeintlichen „Kollaboration“ Éamon de Valeras mit England entgegenstellten. O’Donovans Aktivitäten blieben zunächst unbemerkt, bis er am 26. September 1941 verhaftet und im Curragh interniert wurde. Während seiner Internierung gab er sein Wissen über Sprengstoffe an andere IRA-Häftlinge weiter. Nach seiner Freilassung am 8. September 1943 brach er seine Verbindungen ab und spielte nie wieder eine aktive Rolle in der IRA.
Im Ruhestand schrieb Seamus O’Donovan eine Biografie über Kevin Barry, die jedoch nie veröffentlicht wurde. Seine Ehefrau Maureen, die er am 26. April 1926 geheiratet hatte, war eine Schwester des 1920 hingerichteten IRA-Mitgliedes.